# Мраморноглаво попче
Мраморноглаво попче (Chromogobius quadrivittatus) е вид лъчеперка от семейство Попчеви (Gobiidae).

## Разпространение
Видът е разпространен в България, Грузия (Абхазия), Гърция (Егейски острови), Европейска част на Русия, Израел, Испания, Италия (Сардиния), Кипър, Ливан, Монако, Палестина, Турция, Украйна, Франция (Корсика) и Хърватия.